# Parallelia papuana
Parallelia papuana là một loài bướm đêm trong họ Erebidae.